# 贝尔内
贝尔内（法語：Bernex）是瑞士日内瓦州的一个镇，位于罗纳河左岸，日内瓦市区西南方。该镇的人口接近一万人。

## 外部連結
- （法文）贝尔内官方网站